# Водена површина
Водена површина је појам који означава одређену количину воде која се налази на једном месту. Највеће и најпознатије водене површине су океан, море, река, језеро, а има и мањих у које спадају канал, водоток, мочвара, вештачко језеро, фјорд и други.